# Nugie
Agustinus Gusti Nugroho conocido artísticamente como Nugie (nacido en Yakarta, el 31 de agosto de 1971), es un cantante indonesio hermano de los cantantes Katon Bagaskara y Andre Manika.

## Biografía
Nugie empezó su carrera en el mundo de la música gracias al apoyo que le brindó su padre, AR Djuano. Su padre lo apoyó primero a que termine sus estudios universitarios. Aunque finalmente Nugie consiguió su título de licenciatura en la interfaz de FISIP, sin embargo, tuvo tiempo para a dedicarse a estudiar música. Con el apoyo de los hermanos, Marcels, Nugie se dedicó a la música. Además le permitieron a utilizar uno de sus hermanos un estudio de grabación. 
Nugie lanzó su primer álbum en 1995, en una trilogía conocida como Bumi. Lanzó además otros álbumes discográficos titulados Air pada 1996, y Udara (1998). Sus álbumes incluyen temas musicales titulados:Tertipu, Putri, Teman Baik, Burung Gereja, Crayon, y Pembuat Teh. Otros de sus primeros sencillos de este álbum que se hizo famoso fue el tema musical titulado Bisa Lebih Bahagia.

## Discografía
- 1995 - Bumi
- 1996 - Air
- 1998 - Udara
- 2001 - ALV
- 2002 - Senyawa Hati
- 2004 - Bahagia

## Reconocimiento
- 1984 Ganadora del Nacional solista Nivel PORSENI.
- 1984 Segundo Lugar Concurso de Poesía nivel de lectura de la zona sur de Yakarta.
- El vocalista desfile de mejor banda 1988-1989 SMAN 8.
- 1997 "BUENOS AMIGOS" clips de vídeo y mensuales mejores candidatos en los clips de vídeo VMI Gran Final.
- 1997 Cantante Anugerah Musik Indonesia Versiones alternativas.
- 1998 "AVES DE LA IGLESIA" Mejor Video Clips mensuales y videoclips de los nominados en la Gran Final de VMI
- Mejor Cantante Masculino de 1998 O Magazine.